# Гантер (Північна Дакота)
Гантер (англ. Hunter) — місто (англ. city) в США, в окрузі Кесс штату Північна Дакота. Населення — 332 особи (2020).

## Географія
Гантер розташований за координатами 47°11′24″ пн. ш. 97°12′50″ зх. д. / 47.19000° пн. ш. 97.21389° зх. д. (47.190113, -97.213811).  За даними Бюро перепису населення США в 2010 році місто мало площу 3,96 км², з яких 3,92 км² — суходіл та 0,03 км² — водойми.

## Демографія
Згідно з переписом 2010 року, у місті мешкала 261 особа в 115 домогосподарствах у складі 77 родин. Густота населення становила 66 осіб/км².  Було 138 помешкань (35/км²).
Расовий склад населення:
| - 97,7 % — білих |

До двох чи більше рас належало 2,3 %. Частка іспаномовних становила 0,0 % від усіх жителів.
За віковим діапазоном населення розподілялося таким чином: 23,4 % — особи молодші 18 років, 57,8 % — особи у віці 18—64 років, 18,8 % — особи у віці 65 років та старші. Медіана віку мешканця становила 44,4 року. На 100 осіб жіночої статі у місті припадало 112,2 чоловіків;  на 100 жінок у віці від 18 років та старших — 122,2 чоловіків також старших 18 років.
Середній дохід на одне домашнє господарство  становив 79 014 долари США (медіана — 65 156), а середній дохід на одну сім'ю — 94 156 доларів (медіана — 77 708). За межею бідності перебувало 11,9 % осіб, у тому числі 16,8 % дітей у віці до 18 років та 7,1 % осіб у віці 65 років та старших.
Цивільне працевлаштоване населення становило 181 особа. Основні галузі зайнятості: освіта, охорона здоров'я та соціальна допомога — 26,0 %, транспорт — 11,0 %, сільське господарство, лісництво, риболовля — 11,0 %.